# Wadhwan
Wadhwan (hindî : वढवाण) est une ville et une municipalité de l'État du Gujarat en Inde, dans le district de Surendranagar, et un ancien État princier des Indes.

## Histoire
Wadhwan était la capitale d'un État princier des Indes dirigé par des souverains qui portaient le titre de thakur sahib et qui subsista jusqu'en 1948.

### Liste des thakurs Sahibs
- 1630-1643 : Rajoji Prithiraji († 1643)
- 1643-1666 : Sabalsinhji Rajoji I († 1666)
- 1666-1681 : Udaisinhji Rajoji († 1681)
- 1681-1707 : Bhagatsinhji Udaisinhji
- 1707-1739 : Arjansinhji Madhavsinhji († 1739)
- 1739-1765 : Sabalsinhji Arjansinhji († 1765)
- 1765-1778 : Chandrasinhji Sabalsinhji († 1778)
- 1778-1807 : Prithirajji Chandrasinhji († 1807)
- 1807-1827 : Jalamsinhji Prithirajji († 1827)
- 1827-1875 : Raisinhji Jalamsinhji († 1875)
- 1875-1885 : Dajirajji (1861-1885)
- 1885-1910 : Balsinhji (1863-1910)
- 1910-1918 : Jashwantsinhji Becharsinhji († 1918)
- 1918-1934 : Jorawarsinhji Jashwantsinhji (1899-1934)
- 1934-1948 : Surendrasinhji Jorawarsinhji (1922-1983)

#### Chefs de la maison royale de Wadhwan
- 1948-1983 : Surendrasinhji Jorawarsinhji (1922-1983)
- 1983- : Chaitanyadevsinhji Surendrasinhji